# Rebelión de Valladolid
La Rebelión de Valladolid en Yucatán, México, también llamada Plan de Dzelkoop o, la "primera chispa de la revolución mexicana", fue una insurrección iniciada el 4 de junio de 1910 (realmente el Plan de Dzelkoop que la inició se firmó el 10 de mayo del mismo año), en la ciudad de Valladolid, Yucatán, por Maximiliano R. Bonilla y otros dirigentes del Centro Electoral Independiente y del Frente antirreeleccionista, en contra de la dictadura porfirista, representada en el estado de Yucatán por Olegario Molina, y la denominada Casta divina a la que encabezaba este rico político, industrial y comerciante yucateco, miembro prominente del grupo henequenero, exgobernador de Yucatán y a la sazón secretario de Fomento en el gabinete de Porfirio Díaz, quien se perpetuaba en el poder estatal por medio del entonces gobernador y testaferro, Enrique Muñoz Arístegui.

## Antecedentes
En las postrimerías de la primera década del siglo XX, al final del régimen dictatorial de Porfirio Díaz, al igual que en todo el país, en Yucatán se gestaban acciones revolucionarias, producto de la inconformidad política de diferentes grupos de la sociedad yucateca. 
El 15 de octubre de 1909 se había dado un intento de insurrección planeado por el Centro Electoral Independiente a fin de derrocar al gobierno, considerado espurio, de Enrique Muñoz Arístegui. Este fallido intento tomó el nombre de Rebelión de la Candelaria y fracasó al ser descubierto por el gobierno y al no presentarse a tiempo uno de los militares clave para la conjura.
Más tarde, mediante el Plan de Dzelkoop, tomando el nombre de la Hacienda en donde fue elaborado, proclamado el 10 de mayo de 1910, el mismo frente antirreeleccionista decidió levantarse en armas contra la tiranía de Porfirio Díaz, anticipándose en varios meses al Plan de San Luis propuesto por Francisco I. Madero en octubre del mismo año. Entre los principales conspiradores vallisoletanos estuvieron, además del Coronel Maximiliano Bonilla, los ciudadanos José E. Kantún, Crescencio Jiménez Borceguí, José Crisanto Chí, Víctor Montenegro, Claudio Alcocer, Miguel Ruz Ponce, Donato Bates y Atilano Albertos, Tomás Pérez Ponce, así como los hermanos Felipe Carrillo Puerto y Elvia Carrillo Puerto (según se supo mucho después), entre otros.
El manifiesto de este Plan de Dzelkoop se iniciaba al tenor del siguiente texto:

“Los que abajo suscribimos, ciudadanos mexicanos en el pleno ejercicio de nuestros derechos, nos hemos reunido espontáneamente para acordar las medidas indiscutibles y urgentes, a fin de evitar que el Estado sucumba en manos de un gobierno déspota y tirano; gobierno formado por una sola familia de esclavistas cuya única ambición es apoderarse de todas las principales riquezas del país, y reducir al sufrido pueblo a braceros de sus ricas propiedades. El actual gobierno no es legal, porque no ha sido ungido por el voto popular..." Y siguen cuatro considerandos y diez artículos.... Terminaba firmándose: “Dado en el paraje Dzelkoop a los diez días del mes de mayo de mil novecientos diez años. Coronel Maximiliano R. Bonilla.— Coronel José Crisanto Chi.— Teniente Coronel Juan de Mata Pool.— Mayor José Candelario May..... entre otros..."

## La insurrección
El 4 de junio de 1910, a las 3 de la madrugada se inició la insurrección atacándose la ciudad de Valladolid. El ejército de insurrectos se integró por peones de las haciendas circunvecinas, en su mayoría mayas pacíficos voluntarios que habían sido reclutados. Durante el combate que fue breve, fueron muertos el jefe político de la plaza, Luis Felipe de Regil y algunos pocos soldados. Los rebeldes tomaron la ciudad, levantaron tramos de rieles del ferrocarril que unía con la capital, Mérida, y prepararon el lugar atrincherándose.
En cuanto tomó conocimiento de los hechos el gobernador del estado, designó al coronel Ignacio Lara, quien residía en la ciudad de Mérida, como nuevo jefe político de Valladolid, ordenándole que organizara de inmediato una fuerza para enfrentar a los rebeldes. Lara salió rumbo a Valladolid al mando de 75 hombres aunque en las poblaciones del camino hizo una leva que le permitió llegar a más de 600 cuando finalmente se acantonó en Tinum, población cercana a Valladolid, el 8 de junio. 
Por su lado, el gobierno federal envió a un batallón integrado por otros 600 soldados, que desembarcó proveniente de Tabasco, en Progreso, llegando a Tinum también el día 8. Este batallón fue comandado por el coronel Ignacio Luque. 
Las dos fuerzas gubernamentales reunidas, iniciaron el contraataque a Valladolid el día 9 de junio. Se dieron enfrentamientos en las poblaciones de Uayma y Pixoy, ya muy cerca de la plaza tomada por los rebeldes, con resultados desfavorables para estos.
El ataque final a Valladolid dio inicio el día 9, en las primeras horas, y concluyó al empezar la tarde, cuando las tropas del gobierno ingresaron a la ciudad por el barrio de la Candelaria. El saldo del encuentro fue de 200 sublevados muertos, 500 heridos y 600 prisioneros. Entre el ejército gubernamental hubo 30 muertos y 60 heridos, encontrándose el propio coronel Lara entre ellos. La ciudad fue saqueada por las tropas triunfadoras y se realizó importante decomiso de armas. 
Algunos de los insurrectos huyeron hacia la selva, refugiándose entre la población maya. Se apresó y después de un Consejo de Guerra sumario, se condenó a muerte a Maximiliano Bonilla, a Atilano Albertos y a José E. Kantún, los tres líderes rebeldes, quienes fueron fusilados el 25 de junio de 1910 en la Ciudad de Mérida. El resto de los prisioneros fue condenado a trabajos forzados.
No obstante lo breve y lo fallido de la rebelión, esta sirvió para alertar al conjunto de la sociedad yucateca que adoptó a partir de entonces una actitud más combativa y menos complaciente hacia el grupo oligárquico que controlaba el poder público y la economía del estado. Yucatán se encontraba listo para afrontar los acontecimientos que vendrían más adelante, a partir de la ejecución del Plan de San Luis en el contexto nacional, que puso en marcha el movimiento revolucionario que se inició el 20 de noviembre de 1910.